# Chiton perviridis
Chiton perviridis är en blötdjursart som beskrevs av Carpenter 1865. Chiton perviridis ingår i släktet Chiton och familjen Chitonidae. Inga underarter finns listade i Catalogue of Life.